# Chalcides mionecton
Chalcides mionecton är en ödleart som beskrevs av  Böttger 1874. Chalcides mionecton ingår i släktet Chalcides och familjen skinkar. IUCN kategoriserar arten globalt som livskraftig.

## Underarter
Arten delas in i följande underarter:
- C. m. mionecton
- C. m. trifasciatus